# لومني عنقودية
لومني عنقودية (الاسم العلمي:Lumnitzera racemosa) هو نوع نباتي يتبع جنس اللومني من الفصيلة القمبريطية.